# Resolutie 199 Veiligheidsraad Verenigde Naties
Resolutie 199 van de Veiligheidsraad van de Verenigde Naties was de laatste resolutie die in 1964 werd aangenomen door de VN-Veiligheidsraad. Dat gebeurde op 30 december met tien stemmen voor, geen tegen en de onthouding van Frankrijk.

## Achtergrond
Na de onafhankelijkheid van Congo van België ontstonden onlusten in het land. Twee provincies scheurden zich af en de VN stuurden een troepenmacht.

## Inhoud
De Veiligheidsraad was bezorgd om de verslechterende situatie in Congo, betreurde de recente gebeurtenissen in dat land, en was ervan overtuigd dat nationale verzoening en herstel van de orde de oplossing was. De vorige resoluties van de Veiligheidsraad en de Algemene Vergadering werden in herinnering gebracht.
De soevereiniteit en territoriale integriteit van Congo werden nog eens bevestigd. De Veiligheidsraad hield rekening met de resolutie van de Organisatie van Afrikaanse Eenheid (OAE) op 10 september, in het bijzonder paragraaf °1 over huurlingen. De Veiligheidsraad was ervan overtuigd dat de OAE kon helpen een vreedzame oplossing te vinden voor alle conflicten in Afrika. De inspanning van de OAE om een vreedzame oplossing te vinden in Congo werden in herinnering gebracht. Alle landen werden verzocht zich buiten binnenlandse aangelegenheden van Congo te houden.
De Veiligheidsraad riep op tot een staakt-het-vuren, en vond dat de huurlingen dringend uit Congo moesten vertrekken. De OAE werd aangemoedigd Congo te helpen tot nationale verzoening te komen, en aan alle landen werd gevraagd de OAE hierbij te helpen. De OAE werd gevraagd de Veiligheidsraad over haar acties op de hoogte te houden. De Secretaris-Generaal werd gevraagd de situatie in Congo op de voet te volgen en ten gepaste tijde te rapporteren.

## Verwante resoluties
- Resolutie 161 Veiligheidsraad Verenigde Naties
- Resolutie 169 Veiligheidsraad Verenigde Naties
- Resolutie 226 Veiligheidsraad Verenigde Naties
- Resolutie 239 Veiligheidsraad Verenigde Naties

Lijst ·  186 ·  187 ·  188 ·  189 ·  190 ·  191 ·  192 ·  193 ·  194 ·  195 ·  196 ·  197 ·  198 ·  199